# Bolmsö
Die Insel Bolmsö im schwedischen Småland ist die größte Insel im See Bolmen. Sie ist über eine Brücke und eine Fährverbindung mit der Seilfähre Bolmia nach Sunnaryd mit dem Festland verbunden. Haupteinnahmequelle ist der Tourismus. 
Auf der Insel liegt ein Dorf gleichen Namens mit etwa 390 Einwohnern. Im Dorf Kyrkby, das die Anlegestelle für die kleine Fährverbindung bildet, befindet sich eine Kirche aus dem 19. Jahrhundert, ein  Campingplatz und ein Wirtshaus.
Im nördlichen und östlichen Teil der Insel gibt es eine Vielzahl an Gräbern (Kungshögen) und anderen Funden, die teilweise bis in die Steinzeit zurückdatiert werden können. Zeitweise hatte die Insel große Bedeutung, so fand sich hier der Goldfund von Håringe und es befand sich ein heidnischer Tempel mit dem Namen Hof auf ihr. Die Insel war früher auch Königsresidenz. 